# Karl Erhardt
Karl Erhardt (* 25. Januar 1908 in Hamburg; † 23. Mai 1989) war ein deutscher Geograph und Funktionär des Deutschen Alpenvereins (DAV). Er gilt als der „Steuermann zum Wiederaufstieg des DAV“ und „Verwaltungsbergsteiger“.

## Leben
Nach dem Abitur in Hamburg studierte Karl Erhardt Geographie an den Universitäten Hamburg, Innsbruck und Würzburg. 1929 promovierte er in Würzburg und war ab 1930 als Assistent am Geographischen Institut der Universität Zürich tätig. Im darauffolgenden Jahr wechselte er als Geografielehrer an eine Privatschule in Zürich, an der er bis zu seinem Wechsel nach Stuttgart 1935 blieb.
In seiner Freizeit interessierte er sich für Alpinismus und wurde 1924 Mitglied der Sektion Niederelbe des Deutschen und Österreichischen Alpenvereins (DuOeAV). In Stuttgart wurde er 1935 hauptamtlicher zweiter Sekretär beim Vereinsvorstand des dortigen Sektion. In dieser Funktion war er u. a. auch für die kartographischen Arbeiten des Alpenvereins zuständig. Am 30. November 1938 beantragte er die Aufnahme in die NSDAP und wurde zum 1. März 1940 aufgenommen (Mitgliedsnummer 7.565.987). Nach Ende des Zweiten Weltkrieges ging er nach Innsbruck an die dortige kommissarische Kanzlei des Alpenvereins. Ende 1946 wurde er aus Tirol ausgewiesen. Er ging nach Stuttgart zurück und beteiligte sich an der Neugründung und dem Wiederaufbau des Deutschen Alpenvereins im heutigen Baden-Württemberg. 1950 erfolgte seine Ernennung zum Kanzleileiter des DAV in München. 1973 ging er als Hauptgeschäftsführer des Deutschen Alpenvereins in Pension.

## Schriften (Auswahl)
- Der Alpine Gedanke in Deutschland. Werdegang und Leistung 1869–1949, München 1950.
- Vorwort. In: Deutscher Alpenverein (Hg.): Neuere Forschungen im Umkreis der Glocknergruppe (= Wissenschaftliche Alpenvereinshefte Nr. 21). München 1969.

## Ehrungen
- Ehrenmitglied der Sektion Hamburg-Niederelbe des DAV
- Bayerischer Verdienstorden